# Betobeto-san

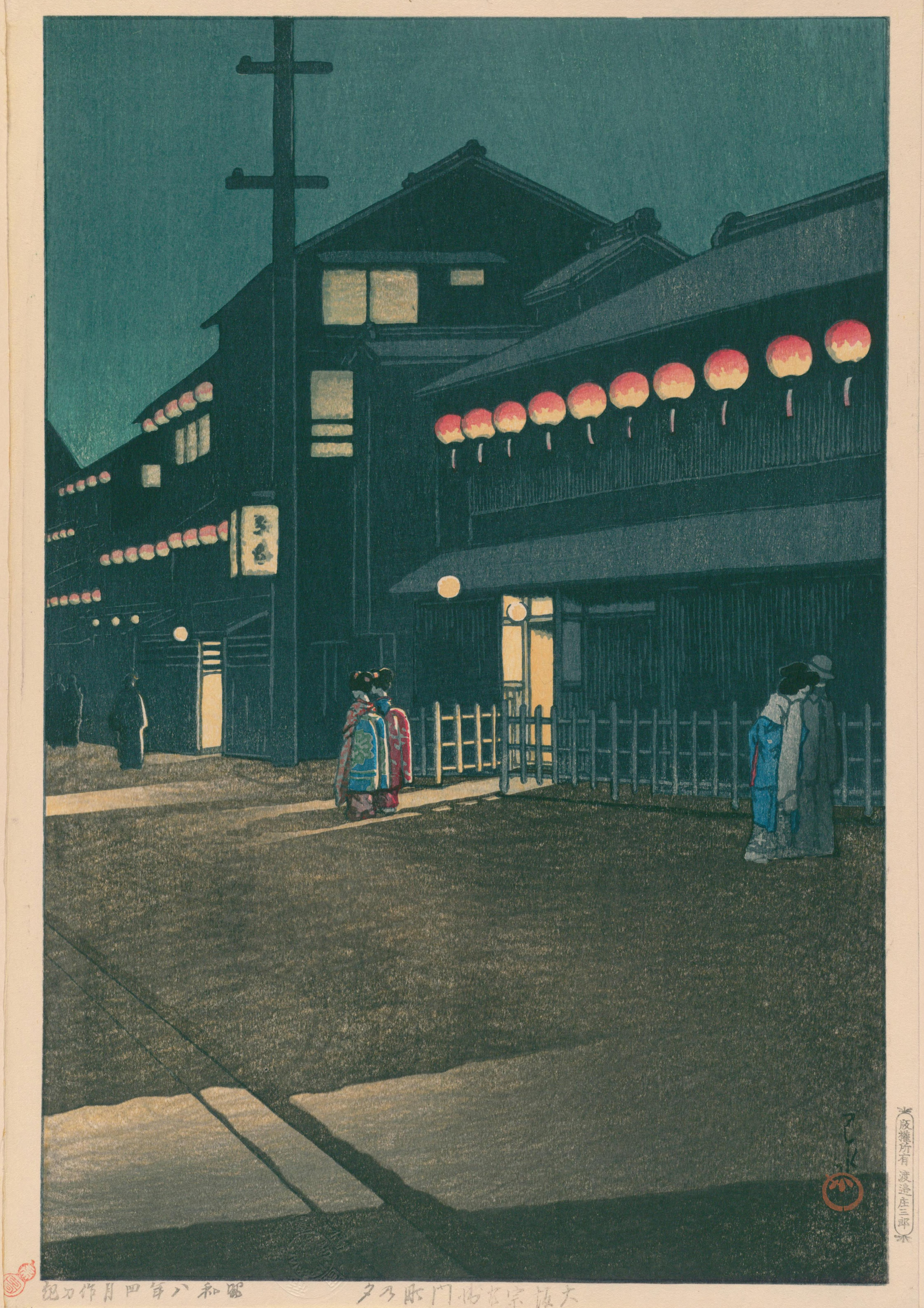
Estampe représentant une rue de nuit par Kawase Hasui

Betobeto-san (べとべとさん) est un yokai qui a la particularité de suivre les passants.

## Étymologie
Le nom de cette créature vient de l’onomatopée japonaise « beto beto », qui fait référence au bruit de pas effectué avec des sandales de bois comme les geta,. Le suffixe « san », qui suit cette onomatopée, signifie Monsieur ou Madame.
Selon certaines interprétations, Betobeto-san pourrait aussi signifier « Monsieur Collant ».

## Légende
Dans le folklore japonais, ce yokai  a la réputation de suivre les personnes cheminant seules la nuit, dans les rues. Ses pas sur la chaussée produisent un bruit de claquement, « beto beto » en japonais. Sa vitesse de marche se synchronise avec celle de la personne qu'il suit. Comprenant qu'elle est suivie, la personne se retourne, n’apercevant personne et n'entendant rien, elle reprend son chemin. Les bruits reprendront alors, tandis que Betobeto-san continue à la suivre.
Ce yokai n'est pas dangereux et ne cherche pas à faire de mal aux personnes qu'il suit. Afin de se débarrasser de Betobeto-san, il suffit de se décaler sur le côté et de dire « Après vous, Betobeto-san », ou « Passez devant, Betobeto-san ». Les pas continueront leur route jusqu'à ce qu'ils deviennent inaudibles.
Dans une des histoires concernant le Betobeto-san, ce dernier aurait refusé de continuer son chemin car il faisait trop sombre. L'homme l'ayant invité à passer lui aurait alors laissé sa lanterne. Le yokai le remercia et continua sa route avec ce présent. Le lendemain L'homme retrouva sa lanterne posée devant chez lui.

### Variante régionale

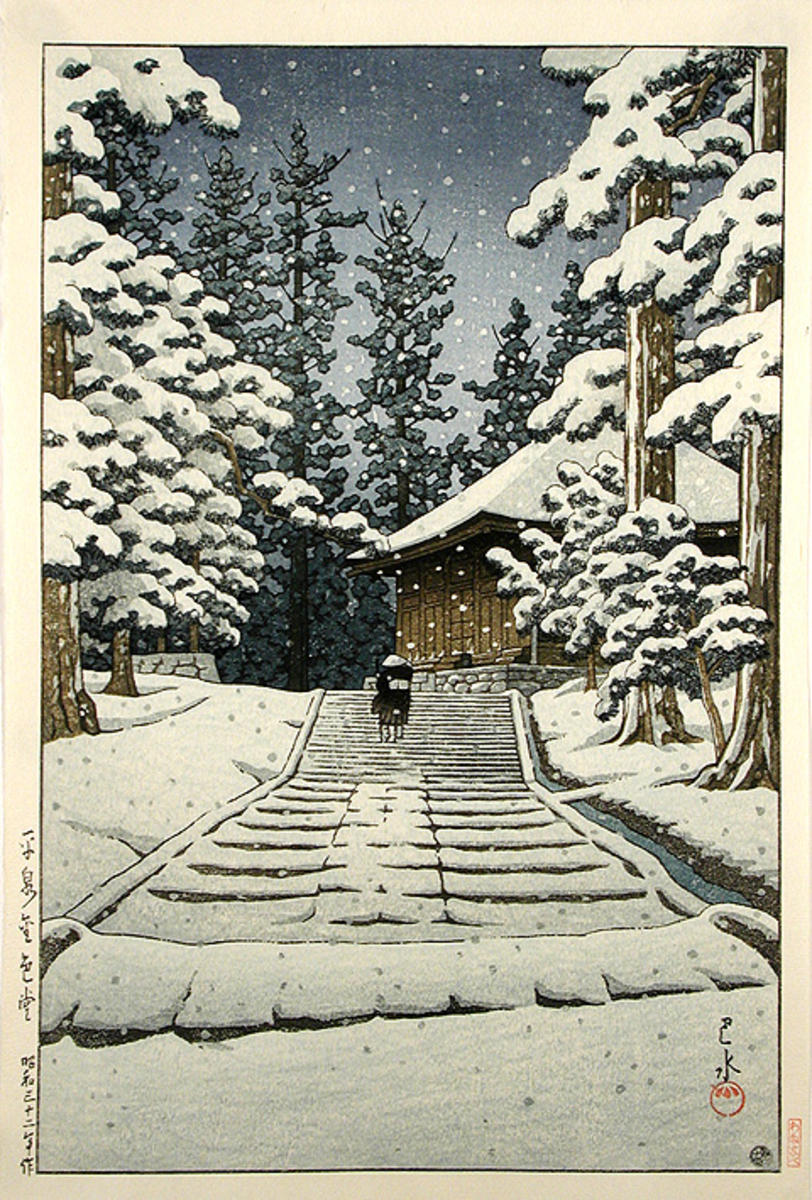
Estampe représentant une rue sous la neige par Kawase Hasui

Selon certaines sources, dans la préfecture de Fukui, par temps de neige, ce yokai est connu sous le nom de Bishagatsuku. En effet, l'onomatopée « bisha bisha » évoque le bruit des pas dans la neige.

## Description
Les sources divergent quant à l'apparence de cette créature.
Selon certaines légendes, il serait invisible. Selon d'autres versions, notamment celle de Shigeru Mizuki, il s’agirait d'une sphère translucide, avec deux jambes. Il est également doté d'une bouche béante remplie de dents.